# جاسيرون (آن)
جاسيرون (بالفرنسية: Jasseron)‏ هيبلدية فرنسية تقع في إقليم الآن في فرنسا. رمز إنسي لها هو:1195. أما الرمز البريدي لها فهو: 1250.

## أعلام
- تشارلز روبن